# ساکسوفون باریتون
ساکسوفون باریتون (انگلیسی: Baritone saxophone) یکی از بزرگترین نوع از خانوادهٔ ساکسوفون است. این ساز معمولاً در کنسرت‌ها، گروه‌های نظامی، موسیقی جز و در کارناوال‌ها مورد استفاده قرار می‌گیرد.

## ویژگی
- ساکسوفون باریتون از دسته سازهای انتقالی در «می بمل» است.
- نت نویسی آن با کلید سل است و صدای حاصله از نت نوشته شده یک اکتاو و یک ششم بزرگ بم تر است.
- این ساز عضو ثابت موسیقی برای گروه ساکسوفون‌ها و کوارتت ساکسوفون است.